# 匙形冰杜父魚
匙形冰杜父魚，為輻鰭魚綱鮋形目杜父魚亞目杜父魚科的其中一種，為溫帶海水魚，分布於加拿大聖羅倫斯灣、格陵蘭、喀拉海、巴倫支海等海域，棲息深度12-930公尺，幼魚有在身體上的2個黑色斑塊，成魚斑塊裂成深褐色的小斑點，上半部胸鰭有橫跨的斑紋;臀鰭與腹鰭鰭無色;尾鰭有不規則的斑點，背鰭硬棘8-9枚;背鰭軟條18-22枚;臀鰭軟條13-18枚，體長可達21公分，棲息在沙泥底質底層水域，以底棲性無脊椎動物為食，生活習性不明。

## 扩展阅读
維基物種上的相關：匙形冰杜父魚